# SBX
SBX (англ. Sea-Based X-band radar, «радар X-диапазона морского базирования») — буксируемая надводная радиолокационная установка, предназначенная для размещения в открытом океане. Создана и эксплуатируется в рамках программы ПРО Агентства противоракетной обороны США, входит в состав системы GMD. На 2014 год существует в единственном экземпляре (SBX-1, регистрационный номер ММО 8765412), который дислоцируется в Тихом океане. Номинально SBX-1 приписана к порту Адак на Аляске, но на сегодняшний день она ни разу не появлялась в этом порту.
SBX-1 создана на базе полупогружной нефтяной платформы CS-50, построенной за $45 млн в 2000—2002 годах на Выборгском судостроительном заводе для норвежской нефтяной компании Moss Maritime (теперь часть оффшорной компании Saipem).

## Задействованные структуры
В создании РЛС и сопутствующих средств в 2000—2005 гг. участвовала группа компаний в США и за рубежом: 
- Boeing Integrated Defense Systems, Эль-Сегундо, Калифорния (генподряд);
- McDonnell Douglas Astronautics Co., Сент-Луис, Миссури (системная интеграция);
- Moss Maritime, Мосс, Эстфолл (разработка платформы);
- Выборгский судостроительный завод, Выборг, Ленобласть (изготовление платформы);
- General Dynamics Corp., VertexRSI, Inc., Килгор[англ.], Техас (модификация платформы под требования заказчика);
- Raytheon Intelligence & Information Systems, Гарленд, Техас (радар);
- Raytheon Missile Systems, Тусон, Аризона (сопрягаемые средства перехвата);
- Keppel AmFELS[англ.], Keppel Offshore & Marine Group, Браунсвилл, Техас (портовые работы); Kiewit Offshore Services, Ltd.[англ.], Корпус-Кристи и Инглсайд[англ.], Техас (конечная сборка).

## Тактико-технические характеристики
- Длина: 116 м.
- Высота: 85 м от киля до вершины купола радара.
- Осадка: около 10 м в походном положении, 30 м в развёрнутом.
- Устойчивость: вертикальное отклонение не более 10 градусов (полностью пассивная стабилизация).
- Стоимость: $900 млн (из них примерно $750 млн — установленное оборудование[1]).
- Команда: 75—85 человек, в основном гражданских специалистов.
- Дальность обнаружения цели[6] (с ЭПР = 1 м²): до 4 900 км.
- Водоизмещение: 50 000 тонн.

## Предназначение
РЛС морского базирования предназначена для применения в качестве станции обнаружения целей в сочетании с расположенной на авиабазе Биль в Калифорнии наземной станцией системы раннего предупреждения PAVE PAWS, с передачей целеуказания боевым средствам системы противоракетной обороны THAAD и противоракетами заатмосферного перехвата EKV. Все перечисленные радиолокационные средства и противоракеты, сопрягаемые с SBX, изготовляются компанией Raytheon.

## Техническое описание
Основная функция SBX — обнаружение запуска МБР и высокоточное определение траектории их боеголовок. РЛС может быть оперативно передислоцирована в точку, где требуется усиление противоракетной обороны. Это является преимуществом системы перед стационарными радарами, радиус действия которых ограничен кривизной земной поверхности.
Платформа SBX оснащена несколькими малыми антеннами связи и основной РЛС весом 1820 тонн с АФАР, работающей в X-диапазоне (8—12 ГГц) и защищённой куполом диаметром 31 м. Стенки купола основного радара изготовлены из гибкого материала, его форма поддерживается за счёт повышенного давления внутри.
АФАР системы SBX имеет площадь 384 м² и состоит из 22 тыс. твердотельных приёмопередатчиков (максимум — 69 тыс., дополнительные модули могут быть установлены при необходимости), каждый из которых имеет две рупорные антенны — основную, приёмопередающую, и вспомогательную, приёмную, для работы в другой плоскости поляризации. Сейчас модули установлены со смещением к центру антенны, что позволяет уменьшить боковые лепестки диаграммы направленности и обеспечить высокую дальность захвата и отслеживания боеголовок. Приёмопередатчики смонтированы на плоской восьмиугольной пластине, способной вращаться на 270 градусов в обе стороны, а также менять угол наклона в диапазоне от 0 до 85 градусов. Максимальная скорость вращения АФАР в горизонтальной и вертикальной плоскостях составляет приблизительно 5—8 градусов в секунду. Направление луча SBX может корректироваться и электронными средствами без поворота антенного массива. Средняя излучаемая мощность — 133 кВт. Потребляемая АФАР мощность оценивается в 1 МВт.
Энергетическая установка SBX состоит из шести двенадцатицилиндровых дизельных генераторов Caterpillar, каждый мощностью 3,6 мегаватта. Генераторы размещены в двух раздельных отсеках по левому и правому борту. Рассматривается возможность увеличения общего числа генераторов до восьми, чтобы каждый из двух силовых отсеков мог обеспечить пиковую мощность порядка 12 мегаватт.